# Hampapatna, Hagaribommanahalli
Hampapatna là một làng thuộc tehsil Hagaribommanahalli, huyện Bellary, bang Karnataka, Ấn Độ.